# 小行星9389
小行星9389（9389 Condillac）是一颗绕太阳运转的小行星，为主小行星带小行星。该小行星于1994年3月9日发现。

## 轨道参数
小行星9389的轨道半长轴为2.2428757 UA，离心率为0.116。